# حقوق الله
حقوق الله هي ضريبة ثروة طوعية يدفعها أتباع الدين البهائي لدعم عمل الدين. الأفراد الذين يتبعون هذه الممارسة يحسبون 19% من دخلهم التقديري (الدخل بعد الضرائب مطروحًا منه النفقات الأساسية) ويرسلونها إلى رئيس الدين، والذي هو بيت العدل الأعظم منذ عام 1963.
حقوق الله هو قانون بهائي أسسه بهاء الله في كتاب الأقدس عام 1873. وهو منفصل ومتميز عن الأموال البهائية العامة. يوفر الأمن المالي للمجتمع من خلال تمويل الأنشطة الترويجية وصيانة الممتلكات، وهو أساس لبرنامج رعاية اجتماعية مستقبلي.
يعتبر دفع حقوق الله وسيلة لتطهير ممتلكات الفرد. إنه التزام فردي؛ لا ينبغي لأحد في المجتمع العام أن يعرف من ساهم أو لم يساهم، ولا ينبغي مطالبة أي شخص بشكل فردي بالتبرع. إلى جانب العديد من الممارسات الأخرى، كان ينطبق في البداية فقط على البهائيين في الشرق الأوسط حتى عام 1992، عندما نُشرت الترجمة الإنجليزية المعتمدة لـ كتاب الأقدس وجعل بيت العدل الأعظم حقوق الله قابلاً للتطبيق عالميًا. تم إنشاء مكتب مركزي لتلقي المدفوعات في المركز البهائي العالمي في عام 1991، وتُدفع المدفوعات إلى أمناء معينين من قبل بيت العدل الأعظم في كل بلد أو منطقة.
يشبه هذا الالتزام ممارسة الشيعة لـالخمس: ضريبة ثروة بنسبة 20% تُدفع لـالأئمة.

## التاريخ

### التطبيق التدريجي
كتب بهاء الله قانون حقوق الله في كتاب الأقدس عام 1873، لكنه لم يقبل أي مدفوعات في البداية. أجل إصدار كتاب الأقدس بسبب التخوف من أن يكون قانون حقوق الله صعب التطبيق، أو أن يفترض البعض أن المال كان لاستخدامه الشخصي. عندما أُرسلت نسخ إلى إيران، جاءت مع تعليمات بعدم تطبيق حقوق الله، وظل الأمر كذلك لمدة 5 سنوات تقريبًا، خلالها أعاد بهاء الله الأموال للمانحين. في عام 1878 عين أول أمين لحقوق الله، الذي كانت مسؤوليته تلقي الحقوق، كما هو معروف، من البهائيين في إيران. تم إنفاق غالبية هذه التبرعات على رعاية الفقراء والمحتاجين في المجتمع، أو لجهود التبليغ. عاش بهاء الله وعائلته حياة متقشفة.
وفقًا للكاتب البهائي أديب طاهر زاده،
لاحقًا تم توسيع ممارسة حقوق الله لتشمل البهائيين في الشرق الأوسط.
في عام 1985 تم توزيع معلومات حول الحقوق في جميع أنحاء العالم وفي عام 1992 أصبح القانون قابلاً للتطبيق عالميًا. مع زيادة عدد المدفوعات، تم تعيين نواب وممثلين لتلقي المدفوعات. في عام 1991 تم إنشاء المكتب المركزي لحقوق الله في المركز البهائي العالمي في حيفا، إسرائيل.

### التسلسل الزمني
فيما يلي تسلسل زمني أساسي يتعلق بحقوق الله، بما في ذلك الأمناء.
- نزول كتاب الأقدس (1873)
- أمين البيان (1878-1881)
- الحاج أمين، أمين إلهي (1881-1928)
- الحاج غلام رضا؛ أمين الأمين (1928-1938)
- ولي الله ورقا (1938-1955)
- علي محمد ورقا (1955-2007)
- تجميع حقوق الله (1985)
- المكتب المركزي لحقوق الله (1991)
- كتاب الأقدس باللغة الإنجليزية، قانون حقوق الله مطبق عالميًا (1992–الحاضر)

## الغرض
لا يُقصد بحقوق الله أن يكون تبرعًا، بل يُقصد به أن يكون مطالبة من الله لدعم مصالح جميع الناس. يُستخدم جزئيًا لتحقيق المساواة في الثروة عبر أجزاء مختلفة من العالم. يهدف دفع حقوق الله أيضًا إلى زيادة الصلة الروحية بين المؤسسات المركزية للدين والفرد. يجب اعتبار هذا العطاء منفصلاً عن التبرع للصناديق البهائية المختلفة وله الأسبقية عليها. علاوة على ذلك، لا ينبغي لأحد أن يطلب حقوق الله، ولا يمكن قبول أي مدفوعات منه ما لم يكن الفرد يفعل ذلك "بأقصى درجات الفرح".

## الحساب
يستند دفع حقوق الله على حساب قيمة ممتلكات الفرد، والتي تشمل بضاعته وممتلكاته ودخله، بعد دفع جميع النفقات الضرورية. إذا كان لدى الشخص ممتلكات أو ثروة تزيد عن الضروري تعادل قيمتها على الأقل تسعة عشر مثقالًا من الذهب (2.2246 أونصة تروي أو 69 جرامًا) فإنه التزام روحي بدفع تسعة عشر بالمائة من المبلغ الإجمالي، مرة واحدة فقط، كحقوق الله. بعد ذلك، كلما اكتسب الفرد المزيد من الممتلكات أو الثروة من الدخل بمقدار تسعة عشر مثقالاً من الذهب على الأقل، يجب عليه دفع تسعة عشر بالمائة من هذه الزيادة، وهكذا لكل زيادة أخرى.
تُعفى فئات معينة من الممتلكات من دفع حقوق الله، مثل المسكن، والأثاث المنزلي الضروري، والمعدات والأثاث التجاري أو المهني، وغيرها. ترك بهاء الله للفرد تحديد العناصر التي تعتبر ضرورية والتي لا تعتبر كذلك. تم تحديد أحكام محددة لتغطية حالات الخسارة المالية، وفشل الاستثمارات في تحقيق ربح ولدفع حقوق الله في حالة وفاة الشخص.

## الدور في خلافة السلطة
خلال حياة بهاء الله، كانت عطاءات حقوق الله تُقدم مباشرة إليه، وبعد وفاته، إلى عبد البهاء. في وصيته وعهده، أشار عبد البهاء إلى أن المدفوعات يجب أن تذهب إلى الولي المعين وسمى شوقي أفندي كأول ولي من المحتمل أن يكون هناك العديد من الأولياء، متبعًا البكورة. بعد وفاة شوقي أفندي دون تعيين خليفة، ترأس أيادي أمر الله الأمناء شؤون الدين حتى أول انتخاب لـبيت العدل الأعظم.